# Ádám Fischer
Pour les articles homonymes, voir Fischer.
 (décembre 2024).
Ádám Fischer est un chef d'orchestre hongrois né à Budapest le 9 septembre 1949. Lauréat du prix Kossuth et du prix Wolf en art.

## Biographie
Ádám Fischer étudie au Conservatoire Béla Bartók de Budapest, puis travaille avec Hans Swarowski à Vienne et Franco Ferrara à Sienne en 1970 et 1971. De 1971 à 1974, il occupe divers postes d'assistant et de chef en Autriche, avant de diriger l'orchestre d'Helsinki de 1974 à 1977, puis celui de Karlsruhe entre 1977 et 1979. De 1981 à 1984, il est directeur général de la musique à Fribourg avant de se voir confier, en 1985,  une nouvelle formation : l'Orchestre Haydn austro-hongrois, qui rassemble des membres de plusieurs phalanges viennoises et hongroises. Il crée un Festival Haydn dans le château des Esterházy à Eisenstadt et poursuit une carrière internationale de chef lyrique. En 1986, il dirige à la Scala la Flûte enchantée, et en 1989 fait ses débuts à Covent Garden tout en étant directeur musical de l'Orchestre de Cassel de 1986 à  1992.
Il est le fils de Sándor Fischer, le frère aîné d'Iván Fischer, le cousin de György Fischer, tous chefs d'orchestre. Il est reconnu comme un spécialiste des œuvres de Joseph Haydn, Wolfgang Amadeus Mozart, Richard Wagner et Béla Bartók.
Depuis 2015, Ádám Fischer est le chef principal de l'Orchestre symphonique de Düsseldorf. En 2020, son contrat à la tête de la formation est renouvelé jusqu'en 2025.

## Discographie
- Intégrale des symphonies de Haydn par le Austro-Hungarian Haydn Orchestra, Brilliant Classics (2006), enregistrements 1987-2001.
- Béla Bartók, Orchestral works, Hungarian State Symphony Orchestra, Brilliant Classics (2004)

## Sources
- (en) Cet article est partiellement ou en totalité issu de l’article de Wikipédia en anglais intitulé « Ádám Fischer » (voir la liste des auteurs).